# Monica Tatoiu
Monica Tatoiu (n. 21 iunie 1956, Bocșa Montană) este o femeie de afaceri din România. A condus compania de cosmetice Oriflame România din 1996 până în 2008.
Este doctor în matematică la Universitatea din Iași, doctorat obținut în 1990.
Este o prezență frecventă în emisiuni TV.
A declarat că a colaborat cu serviciile secrete române înainte de 1989.